# Olympisch Stadion (Seoel)
Het Olympisch Stadion (Koreaans: 서울올림픽주경기장) is een atletiekstadion in de Zuid-Koreaanse hoofdstad Seoel. Het werd gebouwd voor de Aziatische Spelen 1986 maar werd ook gebruikt voor de openings- en sluitingsceremonie en paardrijdwedstrijden en atletiekwedstrijden voor de Olympische Zomerspelen 1988. De voetbalclub Seoul United maakte tussen 2007 en 2009 gebruik van dit stadion. Op dit moment maakt Seoul E-Land er gebruik van. In het stadion is plaatst voor 69.841 toeschouwers en het is geopend in 1984.